# Мілена Духкова
Мілена Духкова-Невекловська (чеськ. Milena Duchková-Neveklovská, народилася 25 квітня 1952 року в Празі) — чехословацька стрибунка у воду, чемпіонка літніх Олімпійських ігор 1968 року і срібна призерка літніх Олімпійських ігор 1972 року (вишка, 10 м). Включена до Зали слави світового плавання в 1983 році.

## Біографія
Мілена Духкова народилась 1952 року. Батько — лікар, мати — вчителька. Тренувалася під керівництвом Марії Чермакової, спеціалізувалася на стрибках з 10-метрової вишки.
Закінчила среднюю школу у Празі на вулиці Вільгельма Піка в районі Прага 2 (нині Архієпископська гімназія). У 1980 році з чоловіком виїхала з Чехословаччини до Канади для тренування національної збірної, а пізніше попросила там політичний притулок. Внаслідок такого вчинку уряд Чехословацької РСР оголосив Мілену померлою і навіть створив фальшиву могилу на кладовищі на Вільшанах, яка демонструвалася у всіх фільмах.
Мілена осіла у Ванкувері в Канаді, де працювала зубним лікарем (закінчила курси в 1983 році). У 1999 році визнана найкращою спортсменкою Чехії у водних видах спорту.

## Спортивні досягнення
12-кратна чемпіонка Чехословаччини. У 1968 році виграла Олімпійські ігри в Мехіко, в 1970 році — чемпіонат Європи, у 1972 році стала срібною призеркою Олімпіади в Мюнхені, в 1973 році — срібною призеркою чемпіонату Європи. У віці 16 років, вигравши золото Мехіко, стала однією з наймолодших олімпійських чемпіонок Чехословаччини і однією з найбільш низькорослих (157 см). У 1976 році взяла участь в Олімпіаді в Монреалі, але не змогла подолати кваліфікаційний раунд, зайнявши 22-е місце у стрибках з 10-метрової вишки.